# Oziorki (obwód uljanowski)
Oziorki (ros. Озёрки) – wieś (sieło) w Rosji, w obwodzie uljanowskim, w rejonie czerdaklińskim. W 2010 liczyła 1680 mieszkańców.